# デイヴィッド・ベズモーズギス
デイヴィッド・ベズモーズギス（David Bezmozgis、1973年6月2日 - )は、カナダの作家・映画監督。 

## 経歴
(https://www.shinchosha.co.jp/writer/35/)
ユダヤ人の両親のもと、旧ソ連ラトヴィア共和国リガに生まれる。1980年、一家でカナダへ移住。以後トロントで育つ。モントリオール大学で英文学を専攻ののち、南カリフォルニア大学映画学部に学ぶ。
『ナターシャ』の表題作「ナターシャ」がファラー・ストラウス＆ジルー社の編集者の目にとまり、以後、新作短篇を続々と執筆。「ニューヨーカー」「ゾエトロープ」など有力文芸誌に掲載される。
2004年、連作短篇集『ナターシャ』刊行。抑制された筆致で人生の断面を鮮やかに描き、チェーホフの再来と大きな話題に。読書家からの熱い支持、高い評価を得ている。

## 邦訳作品
- 『ナターシャ』小竹由美子訳、新潮社、新潮クレスト・ブックス、2005年4月

## 作品

### 長編小説
- The Free World (2011) (Viking Press)
- The Betrayers (2014) (Little, Brown and Company)

### 短編集
- Natasha: And Other Stories (2004) (Farrar, Straus and Giroux)
- Immigrant City (2019)

- Minyan in Prairie Fire (Winter 2002 – Vol. 23, No. 4) (silver-medal winner, National Magazine Awards)
- An Animal to The Memory in paperplates (2002 - Vol. 5 No. 2)
- Tapka from The New Yorker (May 19, 2003)
- The Second Strongest Man from Zoetrope All-Story (Summer 2003 - Vol. 7 No. 2)
- Natasha in Harper's Magazine (May 2004)
- The Russian Riviera from The New Yorker (May 30, 2005)
- A New Gravestone for an Old Grave from Zoetrope All-Story (Summer 2005 - Vol. 7 No. 2)
- The Train of Their Departure from The New Yorker (August 9, 2010)
- Rome, 1978 from The Walrus (April 2011)